# استخدام الأراضي وتغيير استخدام الأراضي والحراجة
يُعرّف مجلس الأمم المتحدة لتغير المناخ استخدام الأراضي، وتغيير استخدام الأراضي، والحراجة، التي يشار إليها جميعًا أيضًا باسم الحراجة وغيرها من أشكال استخدام الأراضي، بأنها «حقل مخزون غازات الدفيئة الذي يغطي انبعاثاتها وعمليات التخلّص منها الناجمة عن استخدام الإنسان المباشر للأرض مثل استيطانها، والاستخدامات التجارية، وتغيير استخدام الأراضي، وأنشطة الحراجة».
لاستخدام الأراضي وتغيير استخدامها والحراجة آثار على الدورة العالميّة للكربون، وبالتالي يمكن لهذه الأنشطة أن تزيد أو تخفّض من ثاني أكسيد الكربون (أو بصورة أعم الكربون) من الغلاف الجوي، ما يؤثر على المناخ. كانت جميعها موضوع تقريرين رئيسيين من اللجنة الدوليّة للتغيّرات المناخيّة، وبالإضافة إلى ما ذُكر، فإن لاستخدام الأراضي أهمية وتأثير حاسم على التنوع الحيوي.

## الآثار المناخية لاستخدام الأراضي وتغيير استخدام الأراضي والحراجة
يمكن أن يكون تغيير استخدام الأراضي عاملًا مؤثرًا في تركيز ثاني أكسيد الكربون في الغلاف الجوي، ما يجعله عاملًا مؤثرًا في الاحتباس الحراريّ أيضًا. تُقدّر اللجنة الدوليّة للتغيّرات المناخيّة أن التغيير في استخدام الأراضي (مثل تحويل الغابات إلى أراضٍ زراعيّة) يُسهم في صافي 1.6 ± 0.8 جيجا طن من الكربون سنويًّا في الغلاف الجوي. للمقارنة، فإن المصدر الرئيسي لثاني أكسيد الكربون، أي الانبعاثات الناتجة عن احتراق الوقود الأحفوري وإنتاج الإسمنت تسهم ب 6.3 ± 0.6 جيجا طن من الكربون سنويًّا.
يحدد هذا التقرير القواعد التي تحكم كيفية قيام أطراف اتفاقيّة كيوتو الملتزمة بخفض الانبعاثات بحساب التغيرات في الكربون في استخدام الأراضي وتغيير استخدام الأراضي والحراجة. من الضروري أن يضع أطراف الاتفاقية في الحسبان التغيرات في مخزونات الكربون الناتجة عن إزالة الغابات وإعادة التحريج والتشجير (المادة 3-3)، وأن تضع طوعًا في الاعتبار الانبعاثات الناتجة عن إدارة الغابات وإدارة الأراضي الزراعية وإدارة أراضي الرعي والتنقيح (ب). (المادة 3-4).
تشكّل القواعد التي تنظم معاملة استخدام الأراضي وتغيير استخدامها والحراجة لفترة الالتزام الثانية جزءًا من خطة عمل بالي في إطار الفريق العامل المخصص المعني بالالتزامات الإضافية للأطراف في المرفق 1 بموجب اتفاقيّة كيوتو.

## استخدام الأراضي والتنوع الحيوي
يؤثر مدى ونوع استخدام الأرض تأثيرًا مباشرًا على موطن الحياة البرية، وبالتالي فإنه يؤثر على التنوع الحيويّ المحلي والعالمي. إن تغيير الإنسان للمناظر الطبيعية من الغطاء النباتي الطبيعي (مثل البرية) إلى أي استخدام آخر يؤدي عادة إلى فقدان الموائل وتدهورها، وكل هذا قد يخلف تأثيرات مدمرة على التنوع الحيويّ. تحويل الأراضي هو أكبر سبب لانقراض الأنواع الأرضية. من الأمثلة على أن تحويل الأراضي هو السبب الرئيسي لحالة الانقراض الشديد لآكلات اللحوم هو تقليص مساحة موطن الكلب البري الأفريقي ليكون بيتوس (باللاتينية: Lycaon pictus).
تعدّ عملية إزالة الغابات أيضًا سببًا رئيسًا في تدمير المواطن الطبيعية، إذ يُقطع عدد كبير من الأشجار للاستخدام السكني والتجاري، كما أصبح النمو الحضري مشكلة بالنسبة للغابات والزراعة. إن التوسع في المباني يمنع الموارد الطبيعية من الإنتاج في بيئتها، ويقدر أن الخسائر في أراضي الغابات تتراوح بين ستة عشر إلى أربعة وثلاثين مليونًا. من أجل منع خسارة الحياة البرية يجب أن تحافظ الغابات على مناخ مستقر ويجب أن تظل الأرض غير متأثرة بالتنمية. تتوقع دائرة الغابات في الولايات المتحدة أن تتسع المناطق الحضرية والنامية في الولايات المتحدة بنسبة 41 في المئة عام 2060، ستسبب هذه الظروف بتشرد ونزوح الحياة البرية والموارد المحدودة للبيئة للحفاظ على التوازن المستدام.